# Дівчина Тянь-Шаня
«Дівчина Тянь-Шаню» — радянський художній фільм, знятий в 1960 році на Фрунзенській студії художніх фільмів режисером Олексієм Очкіним.

## Сюжет
Історія кохання молодої Алтинай і юного Асаке. Алтинай, закінчивши інститут, повертається в рідний високогірний колгосп на Тянь-Шані. Закохані збираються одружитися. Аширбай, батько Асаке, планує весілля, як тільки його син очолить колгосп. Але несподівано головою обирають Алтинай. Дівчина всупереч давнім звичаям гір, енергійно береться за справи. Багато добрих справ зробила вона за короткий час. Молоду голову всі стали поважати. Тільки Аширбай затаїв злобу. І одного разу, коли в пургу він переганяв отару овець, вирішив відвести овець до прірви. Асаке, що супроводжує батька, рятує колгоспні отари овець, а сам гине…

## У ролях
- Баки Омуралієв — Асаке
- Джамал Сейдакматова — Алтинай, голова колгоспу
- Муратбек Рискулов — Аширбай, батько Асаке
- Аліман Джангорозова — мати Алтинай
- Касимали Джантошев — батько
- Джумаш Сидикбекова — Айша
- Асанбек Умуралієв — Муса, геолог
- Дінара Асанова — епізод

## Знімальна група
- Режисер — Олексій Очкін
- Сценаристи — Михайло Аксаков, Касимали Джантошев
- Оператор — В'ячеслав Коротков
- Композитор — Микола Крюков
- Художник — Олексій Макаров